# Le Tsar Ivan le Terrible
Pour plus de détails, voir Fiche technique et Distribution.
Le Tsar Ivan le Terrible (Царь Иван Васильевич Грозный, Tsar Ivan Vassilievitch Grozny) est un film russe réalisé par Alexandre Ivanov-Gaï, sorti en 1915.

## Fiche technique
- Titre : Le Tsar Ivan le Terrible[1]
- Titre original : Царь Иван Васильевич Грозный (Tsar Ivan Vassilievitch Grozny)
- Réalisation : Alexandre Ivanov-Gaï
- Photographie : Alfons Vinkler
- Pays d'origine : Empire russe
- Genre : Drame, historique et biopic
- Durée : 58 minutes
- Date de sortie : 1915

## Distribution
- Fiodor Chaliapine : Ivan le Terrible
- Boris Souchkevitch : Maliouta
- Vladimir Boltine : Boris Godounov
- Ritchard Boleslavski : Tokmakov
- Vole-Kratckovskaïa : Olga
- Galina Tchernova : Vera Cheloga
- Nikolaï Saltylov : Mikhaïl Toutcha
- Mikhaïl Jarov